# ولادیمیر سوتی‌یف
ولادیمیر گریگوروویچ سوتی‌یف (روسی: Влади́мир Григо́рьевич Суте́ев؛ ۵ ژوئیه ۱۹۰۳ — ۱۰ مارس ۱۹۹۳) هنرمند، نویسنده و فیلم‌نامه‌نویس اهل روسیه بود. وی دانش‌آموختۀ مؤسسه سینمایی گراسیموف بود.
ولادیمیر سوتیف در مسکو به دنیا آمد و والدینش  زینایدا واسیلیِونا سوتیوا و گریگوری اسیپوویچ سوتیف (۱۸۷۹–۱۹۶۰) نام داشتند. پدرش یکی از پزشکان برجسته‌ی روسیه، متخصص پوست، قارچ‌شناس و از پیشگامان تحقیقات درباره‌ی بیماری اکتینومیکوز بود. او در دوران شوروی ریاست بخش وِنِرولوژی (بیماری‌های مقاربتی) در اداره بهداشت مسکو را بر عهده داشت. گریگوری سوتیف فارغ‌التحصیل دانشگاه دولتی مسکو بود و در کنار حرفه‌ی پزشکی، به نقاشی و موسیقی نیز علاقه داشت و گاه در گردهمایی اشراف اجراهایی موسیقایی ارائه می‌کرد.
تمامی این عوامل بر ولادیمیر تأثیرگذار بودند، اما بیشترین تأثیر را استپان اِرزیا، دوست نزدیک خانواده، بر او گذاشت. مادرش مدل بسیاری از مجسمه‌های ارزیا بود و پدرش یادداشت‌های زیادی درباره‌ی زندگی این هنرمند برجای گذاشت که پس از مرگ ولادیمیر، در قالب کتابی با عنوان مجسمه‌ساز ارزیا منتشر شد.
از فیلم‌ها یا مجموعه‌های تلویزیونی که وی در آن‌ها نقش داشته است، می‌توان به خرگوش و سیب اشاره نمود.